# Bibliothèque Forney
Bibliothèque Forney (Forneyho knihovna) je veřejná knihovna v Paříži, která se specializuje na literaturu o výtvarném a užitém umění. Od roku 1961 sídlí v gotickém paláci arcibiskupů ze Sens, v Hôtel de Sens v ulici Rue du Figuier č. 1 ve 4. obvodu. Knihovna je součástí sítě Knihoven města Paříže.

## Historie
Průmyslník Samuel-Aimé Forney věnoval městu Paříži 200 000 franků určených na vzdělávání mladých řemeslníků. V roce 1883 Pařížská rada rozhodla o vytvoření specializované knihovny pro umění a techniku, kde by žáci mohli studovat a půjčovat si odborné knihy. Knihovna byla otevřena v roce 1886. Původně byla umístěna na předměstí Saint-Antoine, tradiční řemeslnické čtvrti. V roce 1929 získala pro své potřeby Hôtel de Sens, ale k definitivnímu nastěhování došlo až v roce 1961.

## Sbírky
Knihovna je věnována výtvarnému umění (architektura, malířství, sochařství, kresba, rytina), dekorativnímu umění (keramika, kostýmy, kovářství, nábytek, šperky, tapiserie, sklo, vitráže) a řemeslu a technice (stavebnictví, tesařství, reklama, textil, typografie).
Spravuje také rozsáhlé obrazové oddělení, kde jsou uloženy reklamy od 50. let,
více než milión starých i nových pohlednic, známky, diapozitivy a výkresy. Další speciální fond zahrnuje prodejní výstavní katalogy z Francie i ze zahraničí. Významné je rovněž oddělení odborných časopisů v mnoha jazycích.
Knihovna rovněž pořádá výstavy ze svých sbírek věnované umění a řemeslu.